# Herminio Iglesias
Herminio Iglesias (20 de Outubro de 1929 — Buenos Aires, 16 de Fevereiro de 2007), foi um político argentino, dirigente histórico do Partido Peronista.
Filho de galegos, Herminio Iglesias teve origens humildes, tendo começado a vida trabalhando como metalúrgico em Villa Castellino, um bairro popular de Avellaneda. Viria a entrar para o Partido Peronista, onde fez carreira. Foi Secretário Geral do partido, Intendente de Avellaneda e deputado nacional.
O dirigente foi candidato a governador pela província de Buenos Aires nas eleições de outubro de 1983. No encerramento da campanha teve uma atitude muito discutível, que, segundo os analistas, terá levado à derrota do partido nessas eleições. Diante do Obelisco de Buenos Aires, Iglesias queimou pessoalmente um ataúde com as cores e as siglas do partido da União Cívica Radical (UCR).
Segundo analistas, esse gesto levou muitos indecisos a apoiarem os candidatos radicais em rejeição à violência após sete anos de ditadura (1976-1983), que causou 30 mil desaparecidos.
O radical Raúl Alfonsín (1983-1989) venceu com folga as eleições presidenciais, com um discurso em defesa dos direitos humanos, enquanto que Iglesias perdeu o governo para o também radical Alejandro Armandáriz.
Iglesias foi motivo de zombaria pelas suas frases, que denotavam uma parca preparação académica. Ficaram famosas tiradas como "comigo e sem-migo" ou "trabalharemos nas 24 horas do dia e da noite também".
Faleceu aos 77 anos de idade, no "Instituto Cardiovascular Favaloro" de Buenos Aires, em consequência de doença cardíaca prolongada. Era casado com María del Carmen Cadena, foi pai de três filhos (o mais novo já falecido) e avô de três netos.